# Love Finds a Way (film, 1909)
Pour les articles homonymes, voir Love Finds a Way.
Love Finds a Way est un film muet américain réalisé par D. W. Griffith, sorti en 1909.

## Synopsis
Un cavalier est amoureux d'une jeune fille. Cependant, le père de celle-ci lui a choisi un homme pour la marier. Le cavalier se fait alors passer pour le prétendant.

## Fiche technique
- Titre : Love Finds a Way
- Réalisation et scénario : D. W. Griffith
- Société de production et de distribution : American Mutoscope and Biograph Company[1]
- Photographie : Arthur Marvin et G. W. Bitzer
- Pays :  États-Unis
- Format[2] : Noir et blanc - Muet - 1,33:1 ou 1,37:1[3] - 35 mm[3],[4]
- Longueur de pellicule : 319 pieds (97 mètres[4])
- Durée : 5 minutes (à 16 images par seconde)[2]
- Date de sortie : 11 janvier 1909

## Distribution
Les noms des personnages proviennent de l'Internet Movie Database.
- Marion Leonard : la fille du duc
- Arthur V. Johnson : le duc
- Charles West
- Mack Sennett : un valet de pied
- Anita Hendrie : la duchesse[3],[5]
- Harry Solter : un des prétendants de la fille[3],[5]
- Charles Inslee : un des prétendants de la fille[3],[5]
- Linda Arvidson : une dame d'honneur[5]
- Charles Avery : un conspirateur[5]
- John R. Cumpson : un valet de pied[5]
- George Gebhardt : un conspirateur[5]
- David Miles : le ministre[5]
- Dorothy West : une dame d'honneur[5]

## Autour du film
Les scènes du film ont été tournées les 31 décembre 1908 et 4 janvier 1909 dans le studio de la Biograph à New York.
À sa sortie, le film a été présenté sur la même bobine que The Honor of Thieves.